# Le nuotatrici
Le nuotatrici (The Swimmers) è un film del 2022 diretto da Sally El Hosaini.
Il film è stato presentato in anteprima mondiale al Toronto International Film Festival l'8 settembre 2022.
La storia si basa sulla vicenda realmente accaduta a Yusra Mardini, che, dopo aver lasciato la Siria con sua sorella Sarah, si buttano in mare per alleggerire il gommone per salvare i profughi insieme a loro attraverso il Mar Egeo, quindi una volta in Germania si è preparata per poter partecipare alle Olimpiadi di Rio.

## Trama
Yusra Mardini è una promessa del nuoto. Anche la sorella più grande, Sarah, nuota, ma con risultati più modesti. Dalla periferia, la famiglia si trasferisce a Damasco, proprio per permettere alle ragazze di allenarsi meglio. E ad allenarle è il loro stesso padre, anche lui nuotatore in gioventù.
Durante un'importante gara di Yusra, la piscina è oggetto di un bombardamento che sfonda la copertura, con l'ordigno che, solo per un difetto, non esplode. Il rischio corso, unito alla morte di alcune compagne e a uno stato di crescente tensione nel Paese, che non lascia presagire un miglioramento delle sorti della guerra civile in corso già da anni, convince Yusra e Sarah a lasciare la Siria. Sulle orme di una loro amica andata in Germania, pianificano la dolorosa fuga, con l'approvazione, dopo tanto imploro, dei genitori che, essendo Yusra minorenne, potranno raggiungerla in seguito in maniera legale, per effettuare il cosiddetto "ricongiungimento".
Il padre affida Yusra a Sarah, cui consegna anche 10.000 €, quindi alle due si unisce il cugino Nizar, mentre i genitori e la sorellina Shahed, attendono per partire in seguito.
Dopo aver raggiunto Istanbul in aereo, le due sorelle Mardini e il cugino si trasferiscono sulla costa più a sud per cercare di raggiungere via mare l'isola di Lesbo in Grecia. I trafficanti, che con 2.000€ a testa li fanno salire sun un bus che li porta fino alla spiaggia dove, a seguito, allestiscono un vecchio gommone e, riempito lo stesso all'inverosimile, avviano il motore lasciando che i passeggeri se la cavino da soli. Mentre è già notte il motore si spegne e il gommone, sovraccarico, imbarca acqua. Così le sorelle Mardini, per alleggerire il carico, si buttano in acqua e, quando il motore riprende a funzionare, una volta vicini alla costa greca, si prodigano per aiutare tutti a sbarcare sani e salvi.
Da Lesbo, dove c'è una strana convivenza tra turisti e profughi, i tre affrontano l'avventuroso viaggio, con ogni mezzo, attraverso Grecia, Macedonia, Serbia, Ungheria, Austria fino alla sospirata Germania. Qui però non possono raggiungere la loro amica ad Hannover, come da piano, ma sono costretti a restare nel centro di accoglienza rifugiati di Berlino per il loro ingresso all' Europa (aspettando i documenti). Salta anche il piano di operare il cosiddetto "ricongiungimento" in quanto Yusra è sì ancora minorenne, ma le mancano meno di sei mesi per raggiungere la maggior età, per cui non rientra più in quello status giuridico che avrebbe permesso legalmente di far giungere i suoi genitori in Germania.
Per riprendere ad allenarsi Yusra si rivolge ad un club che si allena in una bella piscina nei pressi del loro alloggio. Vista la ragazza all'opera, l'allenatore Sven la prende con sé. Dopo aver visto dove alloggia offre a lei e sua sorella un posto gratuito in una foresteria che al momento era libera. Per le ragazze è una svolta, ma soprattutto Yusra può riprendere a cullare il suo sogno: prepararsi per ottenere i tempi che le permettano di rappresentare la Siria alle Olimpiadi.
Così, dopo duri allenamenti, riuscirà in effetti a partecipare alle Olimpiadi di Rio de Janeiro ma con gli Atleti Olimpici Rifugiati|squadra olimpica dei rifugiati, coronando anche il suo sogno, vincere. La sorella, dopo un periodo di smarrimento a Berlino, capisce che il nuoto non è la sua strada e decide che tornerà a Lesbo per aiutare i profughi sbarcati, forte dell'esperienza personale vissuta.

## Produzione
Nell'aprile del 2021, è stato annunciato che Manal Issa e Nathalie Issa sono state scelte per interpretare le sorelle Yusra e Sarah Mardini. Il film è prodotto da Working Title Films e Netflix.
La produzione è iniziata nell'aprile del 2021 ed è stato girato nel Regno Unito, in Belgio, in Grecia, in Germania, in Siria, in Brasile e in Turchia.

## Distribuzione
Il film è stato presentato in anteprima mondiale l'8 settembre 2022 al Toronto International Film Festival. Il 18 novembre 2022, è stato mostrato al Marrakech International Film Festival ed è stato distribuito in tempo limitato l'11 novembre 2022, prima della sua uscita in streaming su Netflix il 23 novembre 2022.

## Accoglienza
Sull'aggregatore di recensioni Rotten Tomatoes ha un indice di gradimento del 83%, con un voto medio di 6.50 su 10 basato su 63 recensioni.